# ویرسترس (دهانه)
ویرسترس یک دهانه برخوردی در ماه‌ است.